# Ана Ипатеску
Ана Ипатеску (рум. Ana Ipătescu; Букурешт, 1805 – 1875) била је румунска револуционарка која је учествовала у Влашкој револуцији 1848. године.

## Биографија
Ана Ипатеску је рођена 1805. године у Букурешту, у трговачкој породици. Завршила је нормалну школу у Букурешту. Имала је тешко детињство будући да су њени родитељи имали дугорочан буран развод.
Ана се 1828. године удала за Иванцеа Димитриу, али је 1831. тај брак прекинут јер је њен муж руководио њеним миразом и доводио их до сталне беде. Исте године је умро њен отац Атханасие. Очева смрт је Ани донела додатне проблеме јер је један од његових бивших радника покренуо судски процес, покушавајући да оствари право над имовином покојника. Судски процес ју је још више презадужио и она се удала, из интереса, за другог мужа. Николае Ипатеску, њен други муж, био је закупац, али и официр у Виситеровом одељењу.
Ана је често пратила супруга на тајним састанцима илегалног друштва „Братство”, где је упознала неке од лидера који су формирали Привремену владу након избијања Влашке револуције 9. јуна 1848. Те честе посете су објашњене и тиме што се Ана заљубила у једног од револуционара. То је био Николае Голеску и он је био ухапшен и затворен у Принчеву палату. Када су припадници Привремене владе стигли у Букурешт, 16. и 28. јуна 1848. Ана Ипатеску је била на челу народа. Она је предводила румунски национални устанак када је Принчева палата је нападнута и када су револуционари пуштени.
Након гушења револуције и њеног пораза, Николае Ипатеску је осуђен на егзил и затворен у Турској. Ипак, Ана је успела да издејствује његово ослобађање и повратак у домовину две године касније, 1850.
Ана Ипатеску је умрла у 70. години живота, 13. марта 1875. Иако је њена последња жеља била да буде сахрањена у манастиру Пасареа, њен гроб до данас није идентификован.